# Catullioides rubrolineata
Catullioides rubrolineata är en insektsart som beskrevs av Bierman 1910. Catullioides rubrolineata ingår i släktet Catullioides och familjen Tropiduchidae. Inga underarter finns listade i Catalogue of Life.